# Anthurium crassilaminum
Anthurium crassilaminum är en kallaväxtart som beskrevs av Thomas Bernard Croat. Anthurium crassilaminum ingår i släktet Anthurium och familjen kallaväxter. Inga underarter finns listade.